# Écosse-Galles en rugby à XV
Cet article retrace les confrontations entre l'équipe d'Écosse et l'équipe du pays de Galles en rugby à XV.
Les deux équipes se sont affrontées à 130 reprises, mais jamais encore en Coupe du monde. Les Écossais ont remporté 51 victoires, contre 74 pour les Gallois, et 5 matchs nuls. Depuis fin 2018, la Doddie Weir Cup est disputée lors des rencontres entre les deux équipes.

## Historique
La première édition a lieu avec le 1er Tournoi et voit la victoire des Écossais.

## Confrontations
| No  | Date             | Lieu                                         | Match           | Score   | Compétition              |
| --- | ---------------- | -------------------------------------------- | --------------- | ------- | ------------------------ |
| 1   | 8 janvier 1883   | Raeburn Place, Édimbourg — Écosse            | Écosse – Galles | 3 – 1   | Tournoi britannique      |
| 2   | 12 janvier 1884  | Rodney Parade, Newport — Pays de Galles      | Galles – Écosse | 0 – 1   | Tournoi britannique      |
| 3   | 10 janvier 1885  | Hamilton Crescent, Glasgow — Écosse          | Écosse – Galles | 0 – 0   | Tournoi britannique      |
| 4   | 9 janvier 1886   | Arms Park, Cardiff — Pays de Galles          | Galles – Écosse | 0 – 2   | Tournoi britannique      |
| 5   | 26 février 1887  | Raeburn Place, Édimbourg — Écosse            | Écosse – Galles | 4 – 0   | Tournoi britannique      |
| 6   | 4 février 1888   | Rodney Parade, Newport — Pays de Galles      | Galles – Écosse | 0 – 0   | Tournoi britannique      |
| 7   | 2 février 1889   | Raeburn Place, Édimbourg — Écosse            | Écosse – Galles | 0 – 0   | Tournoi britannique      |
| 8   | 1er février 1890 | Arms Park, Cardiff — Pays de Galles          | Galles – Écosse | 2 – 8   | Tournoi britannique      |
| 9   | 7 février 1891   | Raeburn Place, Édimbourg — Écosse            | Écosse – Galles | 15 – 0  | Tournoi britannique      |
| 10  | 6 février 1892   | St Helens, Swansea — Pays de Galles          | Galles – Écosse | 2 – 7   | Tournoi britannique      |
| 11  | 4 février 1893   | Raeburn Place, Édimbourg — Écosse            | Écosse – Galles | 0 – 9   | Tournoi britannique      |
| 12  | 3 février 1894   | Rodney Parade, Newport — Pays de Galles      | Galles – Écosse | 7 – 0   | Tournoi britannique      |
| 13  | 26 janvier 1895  | Raeburn Place, Édimbourg — Écosse            | Écosse – Galles | 5 – 4   | Tournoi britannique      |
| 14  | 25 janvier 1896  | Arms Park, Cardiff — Pays de Galles          | Galles – Écosse | 6 – 0   | Tournoi britannique      |
| 15  | 4 mars 1899      | Inverleith, Édimbourg — Écosse               | Écosse – Galles | 21 – 10 | Tournoi britannique      |
| 16  | 27 janvier 1900  | St Helens, Swansea — Pays de Galles          | Galles – Écosse | 12 – 3  | Tournoi britannique      |
| 17  | 9 février 1901   | Inverleith, Édimbourg — Écosse               | Écosse – Galles | 18 – 8  | Tournoi britannique      |
| 18  | 1er février 1902 | Arms Park, Cardiff — Pays de Galles          | Galles – Écosse | 14 – 5  | Tournoi britannique      |
| 19  | 7 février 1903   | Inverleith, Édimbourg — Écosse               | Écosse – Galles | 6 – 0   | Tournoi britannique      |
| 20  | 6 février 1904   | St Helens, Swansea — Pays de Galles          | Galles – Écosse | 21 – 3  | Tournoi britannique      |
| 21  | 4 février 1905   | Inverleith, Édimbourg — Écosse               | Écosse – Galles | 3 – 6   | Tournoi britannique      |
| 22  | 3 février 1906   | Arms Park, Cardiff — Pays de Galles          | Galles – Écosse | 9 – 3   | Tournoi britannique      |
| 23  | 2 février 1907   | Inverleith, Édimbourg — Écosse               | Écosse – Galles | 6 – 3   | Tournoi britannique      |
| 24  | 1er février 1908 | St Helens, Swansea — Pays de Galles          | Galles – Écosse | 6 – 5   | Tournoi britannique      |
| 25  | 6 février 1909   | Inverleith, Édimbourg — Écosse               | Écosse – Galles | 3 – 5   | Tournoi britannique      |
| 26  | 5 février 1910   | Arms Park, Cardiff — Pays de Galles          | Galles – Écosse | 14 – 0  | Tournoi des Cinq Nations |
| 27  | 4 février 1911   | Inverleith, Édimbourg — Écosse               | Écosse – Galles | 10 – 32 | Tournoi des Cinq Nations |
| 28  | 3 février 1912   | St Helens, Swansea — Pays de Galles          | Galles – Écosse | 21 – 6  | Tournoi des Cinq Nations |
| 29  | 1er février 1913 | Inverleith, Édimbourg — Écosse               | Écosse – Galles | 0 – 8   | Tournoi des Cinq Nations |
| 30  | 7 février 1914   | Arms Park, Cardiff — Pays de Galles          | Galles – Écosse | 24 – 5  | Tournoi des Cinq Nations |
| 31  | 7 février 1920   | Inverleith, Édimbourg — Écosse               | Écosse – Galles | 9 – 5   | Tournoi des Cinq Nations |
| 32  | 5 février 1921   | St Helens, Swansea — Pays de Galles          | Galles – Écosse | 8 – 14  | Tournoi des Cinq Nations |
| 33  | 4 février 1922   | Inverleith, Édimbourg — Écosse               | Écosse – Galles | 9 – 9   | Tournoi des Cinq Nations |
| 34  | 3 février 1923   | Arms Park, Cardiff — Pays de Galles          | Galles – Écosse | 8 – 11  | Tournoi des Cinq Nations |
| 35  | 2 février 1924   | Inverleith, Édimbourg — Écosse               | Écosse – Galles | 35 – 10 | Tournoi des Cinq Nations |
| 36  | 7 février 1925   | St Helens, Swansea — Pays de Galles          | Galles – Écosse | 14 – 24 | Tournoi des Cinq Nations |
| 37  | 6 février 1926   | Murrayfield Stadium, Édimbourg — Écosse      | Écosse – Galles | 8 – 5   | Tournoi des Cinq Nations |
| 38  | 5 février 1927   | Arms Park, Cardiff — Pays de Galles          | Galles – Écosse | 0 – 5   | Tournoi des Cinq Nations |
| 39  | 4 février 1928   | Murrayfield Stadium, Édimbourg — Écosse      | Écosse – Galles | 0 – 13  | Tournoi des Cinq Nations |
| 40  | 2 février 1929   | St Helens, Swansea — Pays de Galles          | Galles – Écosse | 14 – 7  | Tournoi des Cinq Nations |
| 41  | 1er février 1930 | Murrayfield Stadium, Édimbourg — Écosse      | Écosse – Galles | 12 – 9  | Tournoi des Cinq Nations |
| 42  | 7 février 1931   | Arms Park, Cardiff — Pays de Galles          | Galles – Écosse | 13 – 8  | Tournoi des Cinq Nations |
| 43  | 6 février 1932   | Murrayfield Stadium, Édimbourg — Écosse      | Écosse – Galles | 0 – 6   | Tournoi britannique      |
| 44  | 4 février 1933   | St Helens, Swansea — Pays de Galles          | Galles – Écosse | 3 – 11  | Tournoi britannique      |
| 45  | 3 février 1934   | Murrayfield Stadium, Édimbourg — Écosse      | Écosse – Galles | 6 – 13  | Tournoi britannique      |
| 46  | 2 février 1935   | Arms Park, Cardiff — Pays de Galles          | Galles – Écosse | 10 – 6  | Tournoi britannique      |
| 47  | 1er février 1936 | Murrayfield Stadium, Édimbourg — Écosse      | Écosse – Galles | 3 – 13  | Tournoi britannique      |
| 48  | 6 février 1937   | St Helens, Swansea — Pays de Galles          | Galles – Écosse | 6 – 13  | Tournoi britannique      |
| 49  | 5 février 1938   | Murrayfield Stadium, Édimbourg — Écosse      | Écosse – Galles | 8 – 6   | Tournoi britannique      |
| 50  | 4 février 1939   | Arms Park, Cardiff — Pays de Galles          | Galles – Écosse | 11 – 3  | Tournoi britannique      |
| 51  | 1er février 1947 | Murrayfield Stadium, Édimbourg — Écosse      | Écosse – Galles | 8 – 22  | Tournoi des Cinq Nations |
| 52  | 7 février 1948   | Arms Park, Cardiff — Pays de Galles          | Galles – Écosse | 14 – 0  | Tournoi des Cinq Nations |
| 53  | 5 février 1949   | Murrayfield Stadium, Édimbourg — Écosse      | Écosse – Galles | 6 – 5   | Tournoi des Cinq Nations |
| 54  | 4 février 1950   | St Helens, Swansea — Pays de Galles          | Galles – Écosse | 12 – 0  | Tournoi des Cinq Nations |
| 55  | 3 février 1951   | Murrayfield Stadium, Édimbourg — Écosse      | Écosse – Galles | 19 – 0  | Tournoi des Cinq Nations |
| 56  | 2 février 1952   | Arms Park, Cardiff — Pays de Galles          | Galles – Écosse | 11 – 0  | Tournoi des Cinq Nations |
| 57  | 7 février 1953   | Murrayfield Stadium, Édimbourg — Écosse      | Écosse – Galles | 0 – 12  | Tournoi des Cinq Nations |
| 58  | 10 avril 1954    | St Helens, Swansea — Pays de Galles          | Galles – Écosse | 15 – 3  | Tournoi des Cinq Nations |
| 59  | 5 février 1955   | Murrayfield Stadium, Édimbourg — Écosse      | Écosse – Galles | 14 – 8  | Tournoi des Cinq Nations |
| 60  | 4 février 1956   | Arms Park, Cardiff — Pays de Galles          | Galles – Écosse | 9 – 3   | Tournoi des Cinq Nations |
| 61  | 2 février 1957   | Murrayfield Stadium, Édimbourg — Écosse      | Écosse – Galles | 9 – 6   | Tournoi des Cinq Nations |
| 62  | 1er février 1958 | Arms Park, Cardiff — Pays de Galles          | Galles – Écosse | 8 – 3   | Tournoi des Cinq Nations |
| 63  | 7 février 1959   | Murrayfield Stadium, Édimbourg — Écosse      | Écosse – Galles | 6 – 5   | Tournoi des Cinq Nations |
| 64  | 6 février 1960   | Arms Park, Cardiff — Pays de Galles          | Galles – Écosse | 8 – 0   | Tournoi des Cinq Nations |
| 65  | 11 février 1961  | Murrayfield Stadium, Édimbourg — Écosse      | Écosse – Galles | 3 – 0   | Tournoi des Cinq Nations |
| 66  | 3 février 1962   | Arms Park, Cardiff — Pays de Galles          | Galles – Écosse | 3 – 8   | Tournoi des Cinq Nations |
| 67  | 2 février 1963   | Murrayfield Stadium, Édimbourg — Écosse      | Écosse – Galles | 0 – 6   | Tournoi des Cinq Nations |
| 68  | 1er février 1964 | Arms Park, Cardiff — Pays de Galles          | Galles – Écosse | 11 – 3  | Tournoi des Cinq Nations |
| 69  | 6 février 1965   | Murrayfield Stadium, Édimbourg — Écosse      | Écosse – Galles | 12 – 14 | Tournoi des Cinq Nations |
| 70  | 5 février 1966   | Arms Park, Cardiff — Pays de Galles          | Galles – Écosse | 8 – 3   | Tournoi des Cinq Nations |
| 71  | 4 février 1967   | Murrayfield Stadium, Édimbourg — Écosse      | Écosse – Galles | 11 – 5  | Tournoi des Cinq Nations |
| 72  | 3 février 1968   | Arms Park, Cardiff — Pays de Galles          | Galles – Écosse | 5 – 0   | Tournoi des Cinq Nations |
| 73  | 1er mars 1969    | Murrayfield Stadium, Édimbourg — Écosse      | Écosse – Galles | 3 – 17  | Tournoi des Cinq Nations |
| 74  | 7 février 1970   | Arms Park, Cardiff — Pays de Galles          | Galles – Écosse | 18 – 9  | Tournoi des Cinq Nations |
| 75  | 6 février 1971   | Murrayfield Stadium, Édimbourg — Écosse      | Écosse – Galles | 18 – 19 | Tournoi des Cinq Nations |
| 76  | 5 février 1972   | Arms Park, Cardiff — Pays de Galles          | Galles – Écosse | 35 – 12 | Tournoi des Cinq Nations |
| 77  | 3 février 1973   | Murrayfield Stadium, Édimbourg — Écosse      | Écosse – Galles | 10 – 9  | Tournoi des Cinq Nations |
| 78  | 19 janvier 1974  | Arms Park, Cardiff — Pays de Galles          | Galles – Écosse | 6 – 0   | Tournoi des Cinq Nations |
| 79  | 1er mars 1975    | Murrayfield Stadium, Édimbourg — Écosse      | Écosse – Galles | 12 – 10 | Tournoi des Cinq Nations |
| 80  | 7 février 1976   | Arms Park, Cardiff — Pays de Galles          | Galles – Écosse | 28 – 6  | Tournoi des Cinq Nations |
| 81  | 19 mars 1977     | Murrayfield Stadium, Édimbourg — Écosse      | Écosse – Galles | 9 – 18  | Tournoi des Cinq Nations |
| 82  | 18 février 1978  | Arms Park, Cardiff — Pays de Galles          | Galles – Écosse | 22 – 14 | Tournoi des Cinq Nations |
| 83  | 20 janvier 1979  | Murrayfield Stadium, Édimbourg — Écosse      | Écosse – Galles | 13 – 19 | Tournoi des Cinq Nations |
| 84  | 1er mars 1980    | Arms Park, Cardiff — Pays de Galles          | Galles – Écosse | 17 – 6  | Tournoi des Cinq Nations |
| 85  | 7 février 1981   | Murrayfield Stadium, Édimbourg — Écosse      | Écosse – Galles | 15 – 6  | Tournoi des Cinq Nations |
| 86  | 20 mars 1982     | Arms Park, Cardiff — Pays de Galles          | Galles – Écosse | 18 – 34 | Tournoi des Cinq Nations |
| 87  | 19 février 1983  | Murrayfield Stadium, Édimbourg — Écosse      | Écosse – Galles | 15 – 19 | Tournoi des Cinq Nations |
| 88  | 21 janvier 1984  | Arms Park, Cardiff — Pays de Galles          | Galles – Écosse | 9 – 15  | Tournoi des Cinq Nations |
| 89  | 2 mars 1985      | Murrayfield Stadium, Édimbourg — Écosse      | Écosse – Galles | 21 – 25 | Tournoi des Cinq Nations |
| 90  | 1er février 1986 | Arms Park, Cardiff — Pays de Galles          | Galles – Écosse | 22 – 15 | Tournoi des Cinq Nations |
| 91  | 21 mars 1987     | Murrayfield Stadium, Édimbourg — Écosse      | Écosse – Galles | 21 – 15 | Tournoi des Cinq Nations |
| 92  | 20 février 1988  | Arms Park, Cardiff — Pays de Galles          | Galles – Écosse | 25 – 20 | Tournoi des Cinq Nations |
| 93  | 21 janvier 1989  | Murrayfield Stadium, Édimbourg — Écosse      | Écosse – Galles | 23 – 7  | Tournoi des Cinq Nations |
| 94  | 3 mars 1990      | Arms Park, Cardiff — Pays de Galles          | Galles – Écosse | 9 – 13  | Tournoi des Cinq Nations |
| 95  | 2 février 1991   | Murrayfield Stadium, Édimbourg — Écosse      | Écosse – Galles | 32 – 12 | Tournoi des Cinq Nations |
| 96  | 21 mars 1992     | Arms Park, Cardiff — Pays de Galles          | Galles – Écosse | 15 – 12 | Tournoi des Cinq Nations |
| 97  | 20 février 1993  | Murrayfield Stadium, Édimbourg — Écosse      | Écosse – Galles | 20 – 0  | Tournoi des Cinq Nations |
| 98  | 15 janvier 1994  | Arms Park, Cardiff — Pays de Galles          | Galles – Écosse | 29 – 6  | Tournoi des Cinq Nations |
| 99  | 4 mars 1995      | Murrayfield Stadium, Édimbourg — Écosse      | Écosse – Galles | 26 – 13 | Tournoi des Cinq Nations |
| 100 | 17 février 1996  | Arms Park, Cardiff — Pays de Galles          | Galles – Écosse | 14 – 16 | Tournoi des Cinq Nations |
| 101 | 18 janvier 1997  | Murrayfield Stadium, Édimbourg — Écosse      | Écosse – Galles | 19 – 34 | Tournoi des Cinq Nations |
| 102 | 7 mars 1998      | Stade de Wembley, Londres — Angleterre       | Galles – Écosse | 19 – 13 | Tournoi des Cinq Nations |
| 103 | 6 février 1999   | Murrayfield Stadium, Édimbourg — Écosse      | Écosse – Galles | 33 – 20 | Tournoi des Cinq Nations |
| 104 | 18 mars 2000     | Millennium Stadium, Cardiff — Pays de Galles | Galles – Écosse | 26 – 18 | Tournoi des Six Nations  |
| 105 | 17 février 2001  | Murrayfield Stadium, Édimbourg — Écosse      | Écosse – Galles | 28 – 28 | Tournoi des Six Nations  |
| 106 | 6 avril 2002     | Millenium Stadium, Cardiff — Pays de Galles  | Galles – Écosse | 22 – 27 | Tournoi des Six Nations  |
| 107 | 8 mars 2003      | Murrayfield Stadium, Édimbourg — Écosse      | Écosse – Galles | 30 – 22 | Tournoi des Six Nations  |
| 108 | 30 août 2003     | Millenium Stadium, Cardiff — Pays de Galles  | Galles – Écosse | 23 – 9  | Test match               |
| 109 | 14 février 2004  | Millenium Stadium, Cardiff — Pays de Galles  | Galles – Écosse | 23 – 10 | Tournoi des Six Nations  |
| 110 | 13 mars 2005     | Murrayfield Stadium, Édimbourg — Écosse      | Écosse – Galles | 22 – 46 | Tournoi des Six Nations  |
| 111 | 12 février 2006  | Millenium Stadium, Cardiff — Pays de Galles  | Galles – Écosse | 28 – 18 | Tournoi des Six Nations  |
| 112 | 10 février 2007  | Murrayfield Stadium, Édimbourg — Écosse      | Écosse – Galles | 21 – 9  | Tournoi des Six Nations  |
| 113 | 9 février 2008   | Millenium Stadium, Cardiff — Pays de Galles  | Galles – Écosse | 30 – 15 | Tournoi des Six Nations  |
| 114 | 7 février 2009   | Murrayfield Stadium, Édimbourg — Écosse      | Écosse – Galles | 13 – 26 | Tournoi des Six Nations  |
| 115 | 13 février 2010  | Millenium Stadium, Cardiff — Pays de Galles  | Galles – Écosse | 31 – 24 | Tournoi des Six Nations  |
| 116 | 12 février 2011  | Murrayfield Stadium, Édimbourg — Écosse      | Écosse – Galles | 6 – 24  | Tournoi des Six Nations  |
| 117 | 12 février 2012  | Millenium Stadium, Cardiff — Pays de Galles  | Galles – Écosse | 27 – 13 | Tournoi des Six Nations  |
| 118 | 9 mars 2013      | Murrayfield Stadium, Édimbourg — Écosse      | Écosse – Galles | 18 – 28 | Tournoi des Six Nations  |
| 119 | 15 mars 2014     | Millenium Stadium, Cardiff — Pays de Galles  | Galles – Écosse | 51 – 3  | Tournoi des Six Nations  |
| 120 | 15 février 2015  | Murrayfield Stadium, Édimbourg — Écosse      | Écosse – Galles | 23 – 26 | Tournoi des Six Nations  |
| 121 | 13 février 2016  | Millenium Stadium, Cardiff — Pays de Galles  | Galles – Écosse | 27 – 23 | Tournoi des Six Nations  |
| 122 | 25 février 2017  | Murrayfield Stadium, Édimbourg — Écosse      | Écosse – Galles | 29 – 13 | Tournoi des Six Nations  |
| 123 | 3 février 2018   | Millenium Stadium, Cardiff — Pays de Galles  | Galles – Écosse | 34 – 7  | Tournoi des Six Nations  |
| 124 | 3 novembre 2018  | Millennium Stadium, Cardiff — Pays de Galles | Galles – Écosse | 21 – 10 | Doddie Weir Cup          |
| 125 | 9 mars 2019      | Murrayfield Stadium, Édimbourg — Écosse      | Écosse – Galles | 11 – 18 | Tournoi des Six Nations  |
| 126 | 31 octobre 2020  | Parc y Scarlets, Llanelli — Pays de Galles   | Galles – Écosse | 10 – 14 | Tournoi des Six Nations  |
| 127 | 13 février 2021  | Murrayfield Stadium, Édimbourg — Écosse      | Écosse – Galles | 24 – 25 | Tournoi des Six Nations  |
| 128 | 12 février 2022  | Millenium Stadium, Cardiff — Pays de Galles  | Galles – Écosse | 20 – 17 | Tournoi des Six Nations  |
| 129 | 11 février 2023  | Murrayfield Stadium, Édimbourg — Écosse      | Écosse – Galles | 35 – 7  | Tournoi des Six Nations  |
| 130 | 3 février 2024   | Millenium Stadium, Cardiff — Pays de Galles  | Galles – Écosse | 26 – 27 | Tournoi des Six Nations  |
| 131 | 8 mars 2025      | Murrayfield Stadium, Édimbourg — Écosse      | Écosse – Galles | 35 – 29 | Tournoi des Six Nations  |